# Liste der Stützpunkte der United States Navy
Nachfolgend eine Liste aller größeren Basen, Stützpunkte und ausbildenden Einrichtungen der United States Navy.

## Innerhalb der Vereinigten Staaten

### Connecticut
- NSB New London[1]

### Washington, D.C.
- Naval Support Facility Anacostia
- Washington Navy Yard

### Florida
- Corry Station NTTC[2]
- NAS Jacksonville[3]
- NAS Key West[4]
- NS Mayport[5]
- NSWC Panama City[6]
- NAS Pensacola[7]
- NAS Whiting Field[8]

### Georgia
- NAS Atlanta
- NSB Kings Bay[9]
- Navy Supply Corps School[10]

### Guam
- NB Guam[11]

### Hawaii
- NCTAMS PAC[12]
- Pacific Missile Range Facility[13]
- NB Pearl Harbor[14]
- Pearl Harbor NSY
- NSGA Kunia[15]

### Illinois
- NS Great Lakes[16]

### Indiana
- Naval Surface Warfare Center Crane Division[17]
- Heslar Naval Armory

### Kalifornien
- NAWS China Lake[18]
- NB San Diego[19]
- NB Coronado[20]
  - NAB Coronado
  - NAS North Island
  - NOLF Imperial Beach
  - NALF San Clemente Island
- NB Point Loma
- NAF El Centro[21]
- NAS Lemoore[22]
- Naval Postgraduate School, Monterey[23]
- NWS Seal Beach[24]
- NB Ventura County[25]
  - NBVC Point Mugu
  - NBVC Port Hueneme
  - NOLF San Nicolas Island
- NSWC Corona[26]

### Louisiana
- NASJRB New Orleans
- NSA New Orleans

### Maine
- NAS Brunswick[27]
- Portsmouth NSY[28]

### Maryland
- National Naval Medical Center
- NSGA Fort Meade, Fort Meade
- NSF Thurmont
- NAS Patuxent River
- United States Naval Academy, Annapolis[29]
  - NS Annapolis[30]

### Mississippi
- NCBC Gulfport[31]
- NAS Meridian
- NS Pascagoula[32]

### Nevada
- NAS Fallon[33]

### New Jersey
- NWS Earle[34]
- Naval Air Engineering Station Lakehurst[35]

### New Mexico
- Naval Air Warfare Center Weapons Division, White Sands Detachment[36]

### North Dakota
- NCTAMS LANT Det LaMoure

### Pennsylvania
- NASJRB Willow Grove(Slated for closure)
- NSA Mechanicsburg[37]
- NSA Philadelphia(1995 geschlossen)[38]

### Rhode Island
- NS Newport[39]

### South Carolina
- NWS Charleston[40]
- USNH Beaufort[41]

### Tennessee
- NSA Mid-South[42]

### Texas
- NAS Corpus Christi[43]
- NASJRB Fort Worth
- NS Ingleside[44]
- NAS Kingsville

### Virginia
- NSGA Chesapeake
- FCTCLANT
- NAB Little Creek[45]
- Naval Medical Center Portsmouth, Virginia[46]
- NS Norfolk[47]
- NSWCDD[48]
- NAS Oceana[49]
  - Navy and Marine Corps Intelligence Training Center Dam Neck, Virginia
- Wallops Island ASCS
- NWS Yorktown[50]

### Washington
- NS Everett[51]
- NB Kitsap[52]
  - Bangor Annex
  - Bremerton Annex
- Puget Sound NSY[53]
- NAS Whidbey Island[54]

### West Virginia
- Navy Information Operations Command Sugar Grove[55]

## Außerhalb der Vereinigten Staaten

### Ägypten
- Hurghada

### Bahrain
- NSA Bahrain[56]
- Mina Sulman, Bahrain
- Muharraq Airfield, Bahrain

### Britisches Territorium im Indischen Ozean
- Diego Garcia[57]

### Dschibuti
- Camp Lemonnier

### Griechenland
- NSA Souda Bay[58]

### Italien
- NSA Capodichino
- Gricignano Support Site
- NSA La Maddalena (geschlossen)[59]
- NSA Naples[60]
  - NSA Gaeta[61]
- NAS Sigonella[62]
  - Augusta Bay Port Facility

### Japan
- NAF Atsugi, Atsugi[63]
  - NSF Kamiseya[64]
- NAF Misawa, Misawa[65]
- CFA Okinawa[66]
- CFA Sasebo, Sasebo[67]
- CFA Yokosuka, Yokosuka[68]

### Katar
- Doha IAP

### Kuba
- Guantanamo Bay[69]

### Kuwait
- Camp Moreell
- Kuwait NB

### Oman
- Masirah

### Republik Korea
- CFA Chinhae[70]

### Saudi-Arabien
- King Abdul Aziz IAP, Dschidda
- King Fahd NB, Dschidda

### Singapur
- Sembawang Naval Base
  - Ship Support Office Hong Kong

### Spanien
- NS Rota[71]

### Vereinigte Arabische Emirate
- Fujairah IAP

### Vereinigtes Königreich
- CNA UK, London[72]